# Zichron Jaʿakov
Zichron Jaʿakov (hebräisch זִכְרוֹן יַעֲקֹב Sichrōn Jaʿaqov, deutsch ‚Erinnerung an Jakob‘, auch andere Transkriptionen, Plene: זיכרון יעקב) ist ein Lokalverband im israelischen Bezirk Haifa am Südende des Karmelgebirges. Im Jahr 2018 hatte er 23.075 Einwohner.
Die Stadt wurde 1882 von jüdischen Einwanderern mit Unterstützung von Baron Edmond de Rothschild als Moschava gegründet. Der Name der Stadt („Erinnerung an Jakob“) wurde Rothschilds Vater, Jakob Rothschild, zu Ehren gewählt.
Baron Rothschild veranlasste in den ersten Jahren nach der Gründung des Ortes die Anpflanzung von Weinstöcken und die Anlage eines Weingutes. An der nahe gelegenen Küste, im heutigen Kibbuz Nachscholim, wurde eine Flaschenfabrik errichtet. Noch heute hat Israels größter Weinproduzent „Carmel“, der auf diese Gründung zurückgeht, einen seiner Hauptsitze in Zichron Jaʿakov.
Im August 1903 tagte im Verwaltungsgebäude der J. C. A. die Knessijja Eretzjisrəʾelit (hebräisch הַכְּנֵסִיָּה הָאֶרֶצְיִשְׂרְאֵלִית), zu sich Vertreter von Synagogengemeinden, jüdischen Ortschaften und jüdischen Organisationen im osmanischen Heiligen Land versammelt hatten, unter faktischer Leitung Menachem Ussischkins, und beschlossen, dass die Juden des Landes sich zur Personalkörperschaft Histadrut Jehudej Eretz Jisrael (הִסְתַּדְּרוּת יְהוּדֵי אֶרֶץ יִשְׂרָאֵל ‚[Selbst]Organisation der Juden Eretz Israels‘) zusammenschließen sollen. Wenige Monate später, nach Vorschlag des britischen Uganda-Plans für eine jüdische Heimstatt, löste sich diese Vereinigung aufgrund Theodor Herzls ablehnender Haltung wieder auf. Im Ersten Weltkrieg war der Ort im Mai 1917 Zuflucht und Etappe evakuierter Juden aus Jaffa, Tel Aviv und anderen Orten näher an der Palästinafront, die die osmanischen Behörden dort ausgewiesen hatten.:77 Am 20. September 1918 nahmen Streitkräfte der Triple Entente den Ort ein.:82
Eine der Sehenswürdigkeiten Zichron Jaʿakovs ist Ramat haNadiv („Anhöhe des Wohltäters“). Dort befindet sich in einer Parkanlage das Grab Rothschilds und seiner Frau; ihre sterblichen Überreste wurden dort nach der Überführung aus Frankreich am 6. April 1954 beigesetzt.
In der Stadt befindet sich auch der christliche Kibbuz Beth-El, der hier vor allem Bunkerbelüftungen und -filter herstellt. Es handelt sich dabei nach den kommunalen Einrichtungen um den zweitgrößten Arbeitgeber der Region mit ca. 600 israelischen Arbeitern, die nicht Teil des Kibbuz sind, und fast 400 kibbuzeigenen Kräften. Weitere Standorte des Kibbuz sind Binjamina, Schahak, Magen Schaʾul und Bnei Jehuda.

## Persönlichkeiten
- Sarah Aaronsohn (1890–1917), jüdische Spionin im Ersten Weltkrieg gegen das Osmanische Reich